# Лаурі (Риуге)
Лаурі (ест. Lauri) — село в Естонії, входить до складу волості Риуге, повіту Вирумаа.